# Стародорожский художественный музей
Стародорожский художественный музей Анатолия Белого — музей, основанный в 1990 году в городе Старые Дороги Минской области Беларуси. Музей создан на основе личной коллекции Анатолия Ефимовича Белого. Официальное открытие музея состоялось 11 декабря 1999 года, на второй день после 60-летия А. Е. Белого.

## История музея
Музей создан А. Е. Белым как частный, основой экспозиции стала семейная коллекция. Начало сбора коллекции семьи Белых был положен дедом А. Е. Белого — Василием. Так от Василия Белого было получено несколько монет Великого княжества Литовского, на которые Анатолий Белый в середине 1970-х купил несколько художественных произведений для своей будущей коллекции. Подлинное коллекционирование начал отец А. Е. Белого — Ефим Белый, который в деревенской усадьбе начал собирать произведения искусства белорусской тематики. Коллекционирование самого Анатолия Белала началось с собрания в студенческие годы, а интерес к искусству с течением времени привело к коллекционирования художественных произведений — сначала Анатолий Белый увлекся медальонами, они подтолкнули к сбору графики, последняя в свою очередь до сбора живописи. Анатолий Белый был дружен со многими художниками — получал от них в дар картины.
Результатом нескольких десятилетий собирательской деятельности стала коллекция, не умещавшаяся в личной резиденции А. Е. Белого и на квартирах его друзей. Многочисленные обращения к властям о получении помещения под музей были удовлетворены только в начале 1980-х, когда коллекционер сумел получить несколько комнат в районном домоуправлении для организации своей экспозиции художественной коллекции. Этим был заложен начало частного художественного музея Анатолия Белого в Старых Дорогах, но через определенное время коллекция снова осталась без помещения.
В 1990 году А. Е. Белый решил создать музей на базе дома своих родителей в Старых Дорогах. К зданию было пристроена несколько помещений и этаж, сюда на 10 автобусах из Минска была перевезена коллекция. Торжественное открытие музея состоялось 10.12.1999 года.
Частный художественный музей в Старых Дорогах один из немногих (около 10) частных музеев Беларуси. Вход в музей свободный, есть экскурсовод, но, чтобы попасть в музей, нужно предварительно связаться по телефону с родными А. Е. Белого.

## Экспозиция музея

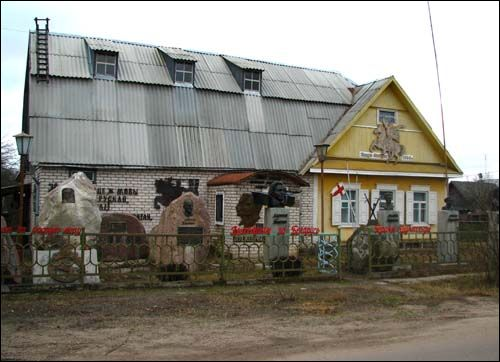
Музей Анатолия Белого

Экспозиция имеет около 4 тысяч экспонатов, площадь около 500 м2. Основу художественной коллекции составил личный сбор А. Я. Белого: живопись, графика, скульптура, медальерное искусства (около 600 единиц) и нумизматика (самым древним экспонатом является коронационный медаль короля Августа III, датировано 1730 годом). Музей имеет 7 тематических залов.
В зале «Беларусь нарисованная» представлены работы белорусских художников Г. Ващенко («Белорусский пейзаж», 1983), М. Карпука («Осенние поля», 1992), И. Рея («Зеленый пейзаж», 1985), У. Стельмашонка («Адамовы слезы», 1992; «Первый и последний короли Речи Посполитой», 2003), Б. Тиханов («Мать космонавта Климука», 1980), Г. Тиханович («Верю — ты воскреснешь», 1997 г.), Ю. Тиханович («Владислав Голубок», 1944 г.; «Партизаны в разведке», 1995 г.) и другие.
В зале «История Беларуси в художественных образах и портретах» собраны портреты князей, святых, просветителей, полководцев Великого княжества Литовского, деятелей новейшего периода и белорусского зарубежья, изображения памятников архитектуры древних городов Беларуси, карта Великого княжества Литовского времен великого князя Витовта, родословная полоцких князей и великих князей литовских. Экспонируются произведения белорусских художников А. Кривенко, В. Стельмашонка, А. Циркунова и др.
В зале «Произведения художника А.Петрухны» собрано около 150 произведений живописи, графики, акварели. Здесь находятся стенды, посвященные белорусскому писателю В. Быкову: книги, иллюстрации художников к его произведений, личные вещи.
Зал «Члены клуба „Наследие“» содержит портреты членов клуба, их книги, статьи в журналах и газетах, личные вещи, афиши, диски, записи выступлений и др.
Зал «медальерная Скульптура и керамика» представлена произведениями белорусских скульпторов и мастеров медальерного искусства: М. Кондратьева, В. Мелехова, М. Нестеревский и др.
Зал «История Беларуси в графике» состоит из 3-х секций. В разделе «Древняя Беларусь» представлены фигуры Е. Полоцкой, К. Туровского, М. Гусовского, С. Будного, В. Тяпинского и других. В разделе «Боевая Беларусь» размещены живописные и графические портреты участников восстаний 1794 и 1830—1831 гг., т. Костюшко и его сподвижники, Филареты и Филоматы, А. Мицкевич, К. Калиновский, Э. Платер. В разделе «Беларусь молодая» представлены произведения медальонного искусства, посвященные Ф. Скорин, М. Гусовский, Я. Купале, Я. Коласу, Тёци, К. Каганц.
В зале «Любить Родину, ценить родной язык» экспонируются портреты деятелей белорусской культуры: Н. Богдановича, Ф. Скорины и др., произведения западно-белорусских художников Я. Дроздовича, М. Севрюка, П. Сергиевича.
За пределами здания музея установлены памятники — скульптуры (77 шт.) великих литовских князей Миндовга, Витовта, Ягайла, а также Л. Сапега, Ф. Скорины, К. Калиновского, Ф. Богушевича, А. и М. Богданович, М. Улащик, В. Быков, А. Берозко и других деятелей истории и культуры Беларуси. Также на территории усадьбы расположены Камень языка (с именами 100 белорусов, боровшихся за родной язык) и Камень истории (с именами 100 историков и публицистов).
Экспозиция художественного музея часто меняется: отдельные разделы посвящены К. Калиновский и Ф. Скорины, церковные деятели. В музее много эмиграционных изданий, книги Н. Арсеньева, А. Березы, Я. Кипела, «Запісы БІНІМ», «Конаднi», «Полацак» и другие.
В музее есть стенд с произведениями художников Западной Беларуси начала XX века: Я. Дроздовича, П. Сергиевича, В. Жолнеровича. При том, на произведения В. Жолнеровича у музея имеются документы, которые свидетельствуют, что эти произведения выставлялись в самых престижных залах Франции.
Также в Стародорожском музее Белого выставлен оригинал произведения знаменитого художника XIX века Валентия Ваньковича, единый оригинальное произведение Валентия Ваньковича в Беларуси. На вывеске под произведением указано, что это дар белорусскому народу от художника Арлена Кашкуревича. Есть и редкий бюст Валентина Ваньковича.
В музее часто проходят выставки. Наиболее значимые: «Любить Родину — значит уважать родной язык», «История Беларуси в художественных образах», «Белорусские Колумбы» и другие.